# 富爾頓縣 (肯塔基州)
富爾頓縣（英語：Fulton County）是美國肯塔基州西南角的一個縣，西鄰密蘇里州，南鄰田納西州。面積597平方公里 (當中有28平方公里陸地因密西西比河而成為外飛地)。根據美國人口調查局2000年統計，共有人口7,752人。縣治希克曼 (Hickman)。
成立於1845年1月15日。縣名是紀念蒸汽船的發明者羅伯特·富爾頓 (Robert Fulton)。